# Pierre Renaudel

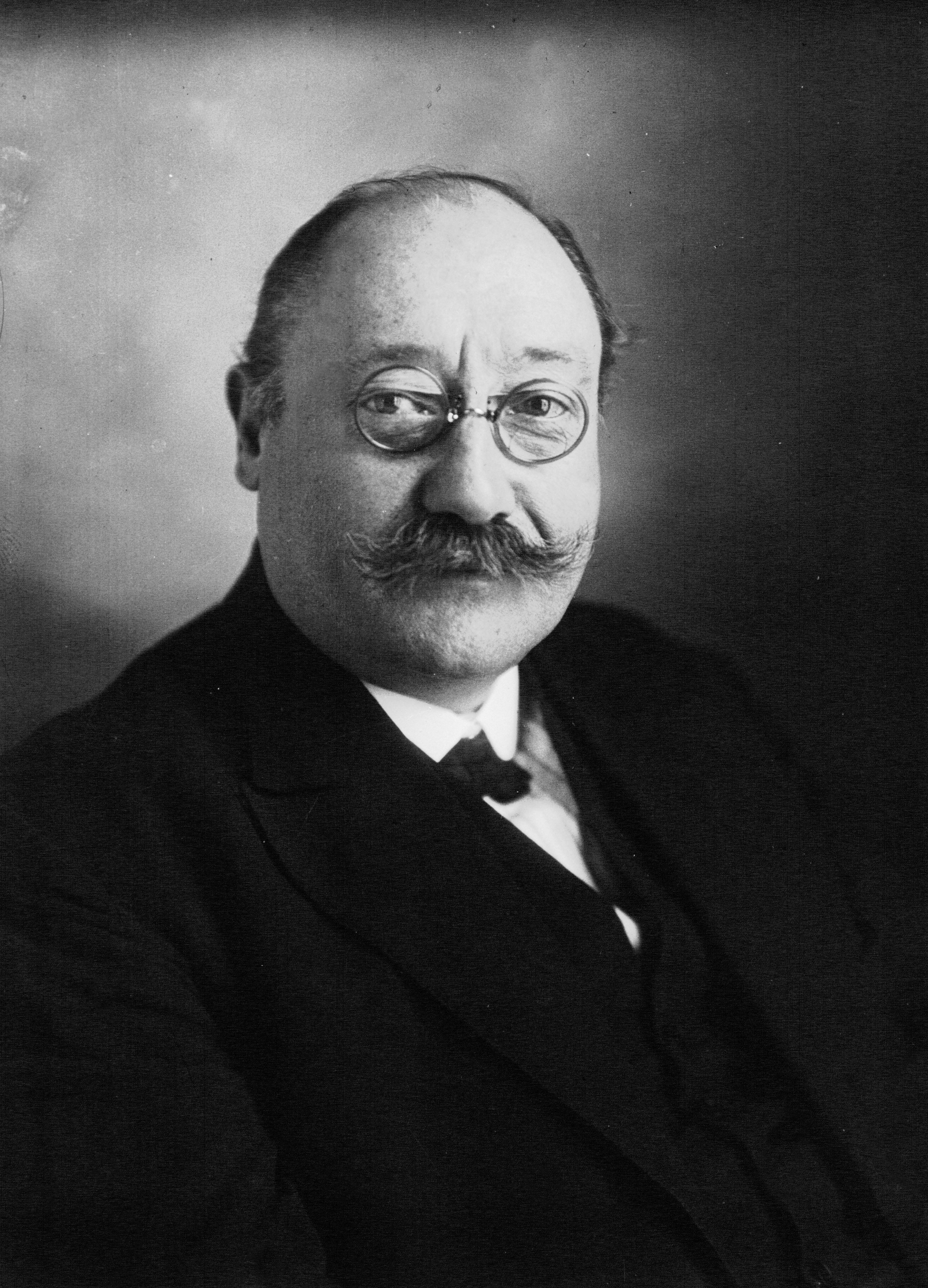
Pierre Renaudel im Jahr 1929

Pierre Narcisse Renaudel  (* 19. Dezember 1871 in Morgny-la-Pommeraye, Département Seine-Maritime; † 1. April 1935 in Sóller, Mallorca) war ein französischer Journalist und sozialistischer Politiker in der Dritten Französischen Republik. Renaudel saß im Zentralkomitee der Französischen Liga für Menschenrechte. Den Marxismus lehnte der Reformer Renaudel als zu starre Ideologie ab. In der Sozialistischen Arbeiterinternationale trat Renaudel 1930 als Neosozialist auf.

## Leben und Wirken
Pierre, der Sohn eines Lehrerehepaares, interessiert sich bereits während des Schulbesuchs in Rouen für Politik und gerät dabei unter den prägenden Einfluss des Blanquisten Edmond Bazire. Im Verlauf seiner anschließenden Ausbildung als Tierarzt in Alfort wird er zum Verehrer von Jaurès; bewundert dessen Publikationen zur Dreyfus-Affäre. Ab Dezember 1899 engagiert sich Pierre Renaudel als Jaurès-Anhänger in den Vorgängerparteien der sozialistischen Partei SFIO. Dem linken Flügel letzterer Partei tritt er 1905 bei. Ab 1907 arbeitet sich Pierre Renaudel bei Jean Jaurès in der L’Humanité hoch. Nach der Ermordung des Kriegsgegners Jean Jaurès durch den französischen Nationalisten Raoul Villain am Vorabend des Krieges übernimmt Pierre Renaudel die Leitung des Blattes und bleibt bis zum Kriegsende Chefredakteur.
Pierre Renaudel arbeitet nach dem Kriege in der Internationale mit. An der Konferenz sozialistischer und sozialdemokratischer Parteien in Bern Anfang Februar 1919 unterzeichnet er gemeinsam mit Kurt Eisner eine Resolution zugunsten der Kriegsgefangenen. Teilnehmer aus 21 Ländern wollen an der Zweiten Internationale anknüpfen.
Ende 1920 auf dem SFIO-Kongress in Tours stimmt Pierre Renaudel zusammen mit Léon Blum gegen den französischen Beitritt zur 3. Internationale und gründet die Groupe de la vie socialiste (Gruppe sozialistisches Leben), der sich auch Marcel Déat anschließt.
Von 1914 bis 1919 und von 1924 bis zu seinem Tode wird Pierre Renaudel als Abgeordneter der Sozialisten im Département Var in die französische Abgeordnetenkammer gewählt. Während der Legislaturperioden 1924, 1928 und 1932 ist er im Vorstand von Kommissionen tätig, die sich mit den Ressorts Bewaffnung, Finanzen, Luftfahrt, Verwaltung und Wahlrecht beschäftigen. Insbesondere bereitet er Gesetzentwürfe zur Reorganisation der Streitkräfte vor, befasst sich aber auch 1927 mit dem Frauenwahlrecht und der Abschaffung der Todesstrafe sowie 1929 mit der Rüstungskontrolle und immer wieder mit der Kolonial- und Außenpolitik.
Im November 1933 spaltet sich Pierre Renaudel von der SFIO ab und gründet – unter anderen mit oben erwähntem Marcel Déat und mit Adrien Marquet – die radikal-neosozialistische Parti socialiste de France-Union Jean Jaurès (PSdF). Unter dem Wahlspruch „Ordre, autorité et nation“ (Ordnung, Autorität und Nation) wollen sich diese rechten Sozialisten den bürgerlichen Parteien, insbesondere den Anhängern aus der Mittelschicht, annähern. Pierre Renaudel zerstreitet sich mit der Parteiführung und verlässt den Vorstand. Schwerkrank will er sich Ende 1934 auf den Balearen kurieren und stirbt dort wenige Monate später.

## Verwandtschaft
- Seine Tochter Thérèse Renaudel heiratete 1923 den Ingenieur Claude Bonnier.

## Ehrung
Pierre-Renaudel-Platz in
- Bordeaux
- Montrouge

Pierre-Renaudel-Straße in
- Arles
- Elbeuf